# Bad Lieutenant
Bad Lieutenant – angielski zespół grający rocka alternatywnego powstały w 2007 roku.
Liderem zespołu i wokalistą jest Bernard Sumner, twórca grupy New Order, z której pochodzi także gitarzysta Phil Cunningham. Grupę uzupełnił Jake Evans pochodzący z zespołu Rambo and Leroy. Gościnnie z zespołem nagrywali Stephen Morris, były perkusista zespołu New Order oraz basista grupy Blur, Alex James.
Nazwa zespołu została zaczerpnięta od tytułu filmu powstałego w 1992 Zły porucznik w reżyserii Abela Ferrary.

## Życiorys
Po odejściu w roku 2007 Petera Hooka z zespołu New Order, pozostali członkowie wyrażali chęć kontynuowania działalności, do czego nie chciał dopuścić były basista. Na początku 2009 roku ogłoszono powstanie nowego zespołu Bad Lieutenant, wraz z informacjami o pierwszej płycie zatytułowanej Never Cry Another Tear.
Debiutancki singel „Sink or Swim” został wydany 28 września 2009, poprzedzając ukazanie się albumu w dniu 5 października 2009.
Pierwsza trasa koncertowa zespołu odbyła się na terenie Wielkiej Brytanii na przełomie października i listopada 2009.
Drugi singel zespołu pod tytułem „Twist of Fate” został wydany wraz z remiksem utworu „Poisonous Intent” w dniu 22 marca 2010. Grupa ogłosiła konkurs dla fanów, który polegał na stworzeniu do niego teledysku. Zwycięski teledysk został oficjalnym teledyskiem do tego utworu. 

## Dyskografia

### Albumy
- Never Cry Another Tear (2009)

### Single
- „Sink or Swim” (2009)
- „Sink or Swim Remix Bundle” (2010)
- „Twist of Fate” (2010)